# Christian Schandor

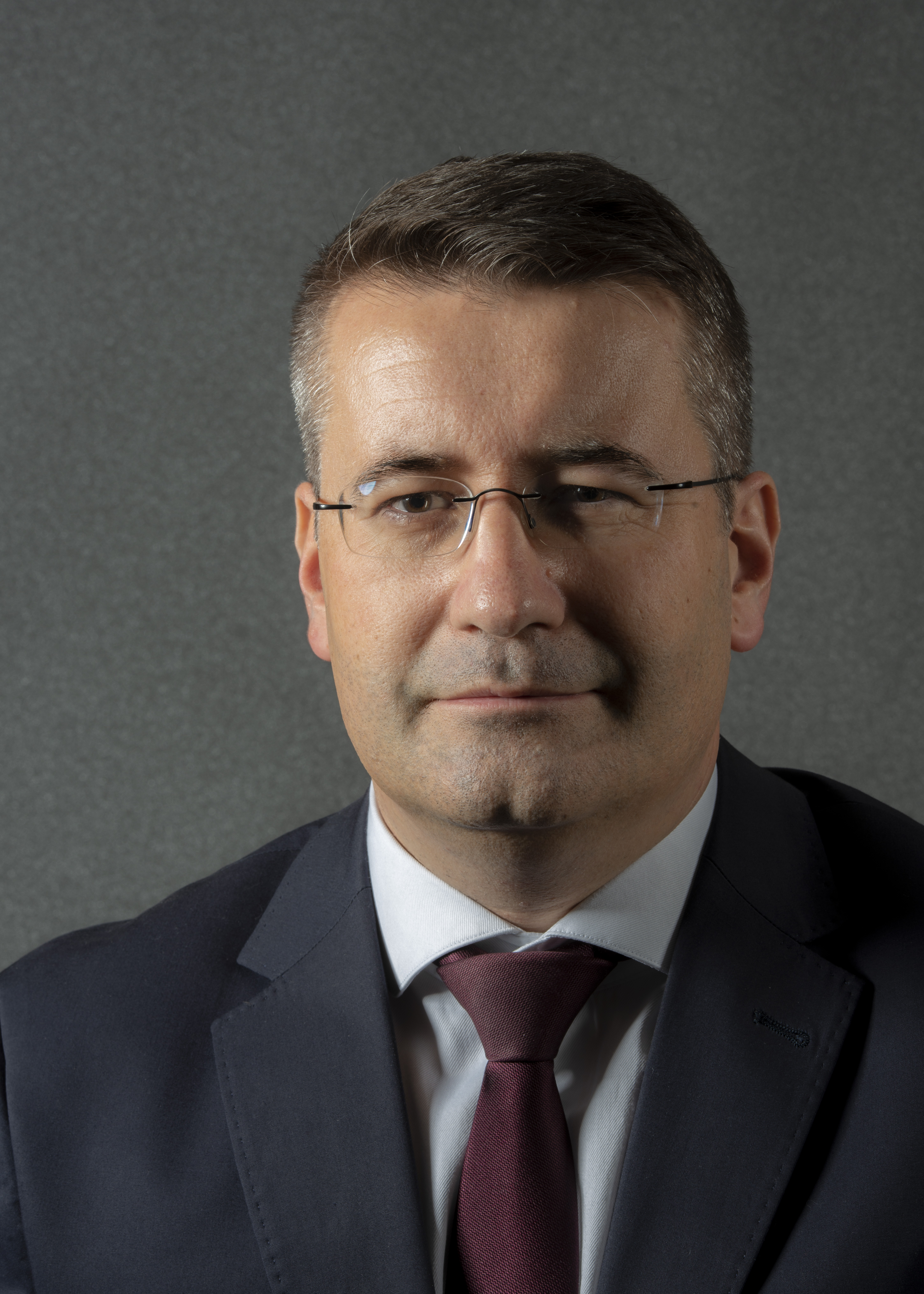
Christian Schandor (2018)

Christian Schandor (* 1974 in Fürstenfeld) ist ein österreichischer Politiker der Freiheitlichen Partei Österreichs (FPÖ). Er ist Lehrer an einer Höheren Technischen Lehranstalt (HTL) und Lehrender an der Fachhochschule Joanneum im Bereich Luftfahrt. Vom 9. November 2017 bis zum 22. Oktober 2019 war er Abgeordneter zum österreichischen Nationalrat.

## Leben
Christian Schandor besuchte die HTBLA Eisenstadt und studierte von 1995 bis 2001 Maschinenbau an der Technischen Universität Graz (Dipl.-Ing.). Zwischen 2006 und 2008 studierte er Ingenieurspädagogik an der Pädagogischen Hochschule Burgenland. Schandor bekleidet den Rang eines Obersten im österreichischen Bundesheer. Er leitete zwischen 2004 und 2008 die Fliegerwerft 2 (in Zeltweg; Stationierung der Eurofighter Typhoon). 
Im Jahr 2008 wurde Schandor von Generalstabschef Edmund Entacher aus dem Amt gedrängt, weshalb Schandor im Jahr 2009 eine Sachverhaltsdarstellung bei der Staatsanwaltschaft Wien zur Verfolgung von Korruption wegen möglichen Amtsmissbrauch und Nötigung einbrachte. Im Frühjahr 2010 war er wieder Leiter der Werft, stellte aber im Jänner 2011 einen Antrag auf eine zweijährige Karenz und war somit außer Dienst gestellt. Im Jahr 2015 war Schandor als Quereinsteiger Spitzenkandidat für die FPÖ mit der Liste „FPÖ und Unabhängige“ bei der Gemeinderatswahl in Fürstenfeld und zog in den Gemeinderat ein. Schandor ist Lehrer an der HTL Weiz und Lehrender an der FH Joanneum im Master-Studiengang Luftfahrt. Am 9. November 2017 wurde Schandor als Nationalratsabgeordneter angelobt. Nach der Nationalratswahl 2019, bei der die FPÖ zahlreiche Mandate verlor, schied er aus dem Nationalrat aus.